# 40 데이즈 40 나이트
《40 데이즈 40 나이트》(40 Days And 40 Nights)는 미국에서 제작된 마이클 레만 감독의 2002년 멜로/로맨스, 코미디, 드라마 영화이다. 조쉬 하트넷 등이 주연으로 출연하였고 팀 베번 등이 제작에 참여하였다.

## 출연

### 주연
- 조쉬 하트넷

### 조연
- 샤닌 소세이먼
- 비네사 쇼
- 폴로 코스탄조

## 기타
- 공동제작: 스튜어트 M. 베저
- 미술: 샤론 세이모어
- 의상: 질 M. 오하네슨
- 배역: 숀 코시
- 배역: 조세프 미들톤

## 개봉

### 박스 오피스
이 영화는 전 세계적으로 95,000,000 달러 이상의 수익을 거둬들였다.